# The Beast on the Road
The Beast on the Road fue una gira de conciertos de la banda británica de heavy metal Iron Maiden, que tuvo su inicio en 25 de febrero de 1982 al 10 de diciembre de 1982, en soporte al álbum musical The Number of the Beast, este álbum y el grupo fueron tachados de satanismo por la temática de la canción homónima; como la portada del álbum, (en la que se ve el icono Eddie the Head con una marioneta del Diablo, y al Diablo con una marioneta del mismo Eddie.

## Tour

### The Beast on the Road, Reino Unido
| Fecha      | Ciudad                    | Lugar                                  |
| ---------- | ------------------------- | -------------------------------------- |
| 25/02/1982 | Dunstable, Inglaterra     | Queensway Hall                         |
| 26/02/1982 | Huddersfield, Inglaterra  | Universidad de Huddersfield            |
| 27/02/1982 | Wolverhampton, Inglaterra | Universidad de Huddersfield University |
| 28/02/1982 | Hanley, Inglaterra        | Victoria Hall                          |
| 01/03/1982 | Bradford, Inglaterra      | St George's Hall                       |
| 03/03/1982 | Birmingham, Inglaterra    | Royal Court Theatre                    |
| 04/03/1982 | Mánchester, Inglaterra    | Apollo Theatre                         |
| 05/03/1982 | Leicester, Inglaterra     | De Montfort Hall                       |
| 06/03/1982 | Birmingham, Inglaterra    | Birmingham Odeon                       |
| 08/03/1982 | Portsmouth, Inglaterra    | Guild Hall                             |
| 09/03/1982 | Oxford, Inglaterra        | New Theatre                            |
| 10/03/1982 | Derby, Inglaterra         | Assembly Rooms                         |
| 11/03/1982 | Bristol, Inglaterra       | Colston Hall                           |
| 12/03/1982 | Bracknell, Inglaterra     | Leisure Centre                         |
| 14/03/1982 | Glasgow, Escocia          | Apollo Theatre                         |
| 15/03/1982 | Edimburgo, Escocia        | Playhouse Theatre                      |
| 16/03/1982 | Newcastle, Inglaterra     | City Hall                              |
| 17/03/1982 | Sheffield, Inglaterra     | City Hall]                             |
| 19/03/1982 | Ipswich, Inglaterra       | Gaumont Hall                           |
| 20/03/1982 | Londres, Inglaterra       | Hammersmith Odeon]                     |

### The Beast on the Road, Europa
| Fecha      | Ciudad                       | Lugar                           |
| ---------- | ---------------------------- | ------------------------------- |
| 22/03/1982 | Reims, Francia               | Palais des Sports               |
| 23/03/1982 | Lille, Francia               | Palais St Sauveurs              |
| 24/03/1982 | Nogent-sur-Marne, Francia    | Pavillon Baltard                |
| 26/03/1982 | Lyon, Francia                | Palais D'Hiver                  |
| 27/03/1982 | Clermont-Ferrand, Francia    | Maison des Sports               |
| 28/03/1982 | Niza, Francia                | Théatre de Verdure              |
| 30/03/1982 | Montpellier, Francia         | Palais des Sports               |
| 31/03/1982 | Toulouse, Francia            | Hall Comminges                  |
| 02/04/1982 | Barcelona, España            | Palau dels Esports de Barcelona |
| 03/04/1982 | Madrid, España               | Palacio de los Deportes         |
| 04/04/1982 | San Sebastián, España        | Velodrome                       |
| 05/04/1982 | Bergerac, Francia            | Patinoire                       |
| 06/04/1982 | Le Mans, Francia             | La Rotonde                      |
| 07/04/1982 | Brest, Francia               | Parc des Expositions            |
| 08/04/1982 | Poitiers, Francia            | Arenas                          |
| 09/04/1982 | Dijon, Francia               | Maison des Sports               |
| 10/04/1982 | Grenoble, Francia            | Alp Expositions                 |
| 12/04/1982 | Winterthur, Suiza            | Stadthalle                      |
| 13/04/1982 | Estrasburgo, Francia         | Tivoli Hall                     |
| 14/04/1982 | Nancy, Francia               | Parc des Expositions            |
| 15/04/1982 | Mulhouse, Francia            | Salle des Fêtes                 |
| 16/04/1982 | Evry, Francia                | Agora                           |
| 17/04/1982 | Ruan, Francia                | Parc Des Expositions            |
| 18/04/1982 | Bruselas, Bélgica            | Forest National                 |
| 20/04/1982 | Hanóver, Alemania            | Niedersachsenhalle              |
| 21/04/1982 | Hamburgo, Alemania           | Messehalle 8                    |
| 22/04/1982 | Bochum, Alemania             | Ruhrlandhalle                   |
| 23/04/1982 | Wurzburgo, Alemania          | Kurachtalhalle                  |
| 24/04/1982 | Núremberg, Alemania          | Hemmerleinhalle                 |
| 26/04/1982 | Múnich, Alemania             | Circus Krone                    |
| 27/04/1982 | Heidelberg, Alemania         | Rhein-Neckar-Halle              |
| 28/04/1982 | Fráncfort del Meno, Alemania | Stadthalle                      |
| 29/04/1982 | Stuttgart, Alemania          | Sindelfinger Messehalle         |
| 30/04/1982 | Düsseldorf, Alemania         | Philipshalle                    |

### Scorpions- Blackout Tour, Europa
| Fecha      | Ciudad                  | Lugar         |
| ---------- | ----------------------- | ------------- |
| 01/05/1982 | Ámsterdam, Países Bajos | Jaap Edenhall |

### Rainbow- Straight Between The Eyes Tour, Estados Unidos
| Fecha      | Ciudad                                 | Lugar                            |
| ---------- | -------------------------------------- | -------------------------------- |
| 11/05/1982 | Flint, Míchigan, Estados Unidos        | IMA Auditorium                   |
| 13/05/1982 | Grand Rapids, Míchigan, Estados Unidos | Welsh Auditorium                 |
| 14/05/1982 | Detroit, Míchigan, Estados Unidos      | Cobo Hall                        |
| 15/05/1982 | Kalamazoo, Míchigan, Estados Unidos    | Wings Stadium                    |
| 16/05/1982 | Fort Wayne, Indiana, Estados Unidos    | Coliseum                         |
| 18/05/1982 | Toledo, Ohio, Estados Unidos           | Toledo Sports Arena              |
| 20/05/1982 | Cincinnati, Ohio, Estados Unidos       | Cincinnati Gardens               |
| 21/05/1982 | Louisville, Kentucky, Estados Unidos   | Memorial Auditorium              |
| 22/05/1982 | Richfield, Ohio, Estados Unidos        | Richfield Coliseum               |
| 23/05/1982 | Indianápolis, Indiana, Estados Unidos  | Convention Center                |
| 25/05/1982 | Merrillville, Indiana, Estados Unidos  | Holiday Star Theater             |
| 26/05/1982 | Davenport, Iowa, Estados Unidos        | Palmer College Alumni Auditorium |
| 29/05/1982 | Des Moines, Iowa, Estados Unidos       | State Fairgrounds                |

### 38 Special- Tour Estados Unidos
| Fecha      | Ciudad                                | Lugar                         |
| ---------- | ------------------------------------- | ----------------------------- |
| 01/06/1982 | Atlanta, Georgia, Estados Unidos      | (Omni)                        |
| 02/06/1982 | Nashville, Tennessee, Estados Unidos  | (Sin saber)                   |
| 04/06/1982 | Birmingham, Alabama, Estados Unidos   | Boutwell Auditorium)          |
| 05/06/1982 | Huntsville, Alabama, Estados Unidos   | Von Braun Center              |
| 07/06/1982 | Knoxville, Tennessee, Estados Unidos  | (Sin saber)                   |
| 08/06/1982 | Columbus, Georgia, Estados Unidos     | Columbus Municipal Auditorium |
| 09/06/1982 | Tallahassee, Florida, Estados Unidos  | Tallahassee Civic Center      |
| 11/06/1982 | Memphis, Tennessee, Estados Unidos    | Mid Hudson Civic Center       |
| 12/06/1982 | Jackson, Tennessee Estados Unidos     | (Sin saber)                   |
| 15/06/1982 | Little Rock, Arkansas, Estados Unidos | Barton Coliseum               |
| 16/06/1982 | Tulsa, Oklahoma, Estados Unidos       | Tulsa Convention Center       |
| 18/06/1982 | Shreveport, Luisiana, Estados Unidos  | Hirsch Coliseum               |
| 19/06/1982 | Norman, Oklahoma Estados Unidos       | (Sin saber)                   |

### The Rods- The Beast on the Road Tour, Canadá y EUA
| Fecha      | Ciudad                     | Lugar                    |
| ---------- | -------------------------- | ------------------------ |
| 22/06/1982 | Ottawa, Canadá             | (Sin saber)              |
| 23/06/1982 | Toronto, Canadá            | Massey Hall              |
| 24/06/1982 | Kingston, Canadá           | Kingston Memorial Centre |
| 25/06/1982 | Quebec City, Canadá        | Quebec Coliseum          |
| 26/06/1982 | Montreal, Canadá           | Verdun Auditorium        |
| 29/06/1982 | Nueva York, Estados Unidos | Palladium                |
| 30/06/1982 | Glen Cove, Estados Unidos  | North Stage Theater      |

### Scorpions - Blackout Tour, EUA y Canadá
| Fecha      | Ciudad                                  | Lugar                             |
| ---------- | --------------------------------------- | --------------------------------- |
| 02/07/1982 | Chicago, Illinois, Estados Unidos       | Circus Pavilion                   |
| 03/07/1982 | Buffalo, New York, Estados Unidos       | Buffalo Memorial Auditorium       |
| 04/07/1982 | East Troy, Wisconsin, Estados Unidos    | Alpine Valley Music Theater       |
| 06/07/1982 | Danville, Illinois, Estados Unidos      | Danville Civic Center             |
| 07/07/1982 | Cedar Rapids, Iowa, Estados Unidos      | Five Seasons Arena                |
| 09/07/1982 | San Luis, Misuri, Estados Unidos        | (Sin saber)                       |
| 10/07/1982 | Kansas City, Misuri, Estados Unidos     | (Sin saber)                       |
| 11/07/1982 | Des Moines, Iowa, Estados Unidos        | (Sin saber)                       |
| 14/07/1982 | Salt Lake City, Utah, Estados Unidos    | (Sin saber)                       |
| 16/07/1982 | Seattle, Washington, Estados Unidos     | Hele Pavilion                     |
| 17/07/1982 | Anaheim, California, Estados Unidos     | Anaheim Stadium                   |
| 18/07/1982 | Oakland, California, Estados Unidos     | Oakland Stadium                   |
| 20/07/1982 | Victoria, Canadá                        | Memorial Arena                    |
| 21/07/1982 | Vancouver, Canadá                       | Pacific Coliseum                  |
| 23/07/1982 | Edmonton, Canadá                        | Kinsmen Field House               |
| 24/07/1982 | Calgary, Canadá                         | Max Bell Arena                    |
| 26/07/1982 | Regina, Canadá                          | (Agridome) Ipsco Place            |
| 27/07/1982 | Winnipeg, Canadá                        | (Sin saber)                       |
| 28/07/1982 | Fargo, Dakota del Norte, Estados Unidos | (Sin saber)                       |
| 30/07/1982 | Minepolis´, Minnesota, Estados Unidos   | (Sin saber)                       |
| 31/07/1982 | SPringfield, Illinois Estados Unidos    | Prairie Capital Convention Center |
| 01/08/1982 | Indianápolis, Indiana, Estados Unidos   | (Sin saber)                       |
| 03/08/1982 | Cleveland, Ohio, Estados Unidos         | Richfield Coliseum                |
| 04/08/1982 | Columbus, Ohio, Estados Unidos          | Ohio Center                       |

### The Beast on the Road, Estados Unidos
| Fecha      | Ciudad                            | Lugar                   |
| ---------- | --------------------------------- | ----------------------- |
| 05/08/1982 | Chicago, Illinois, Estados Unidos | Chicagofest - Navy Pier |

### Scorpions - Blackout Tour, Estados Unidos
| Fecha      | Ciudad                                | Lugar                 |
| ---------- | ------------------------------------- | --------------------- |
| 06/08/1982 | Louisville, Kentucky, Estados Unidos  | (Sin saber)           |
| 07/08/1982 | Toledo, Ohio, Estados Unidos          | Sports Arena          |
| 08/08/1982 | Memphis, Tennessee, Estados Unidos    | North Hall Auditorium |
| 10/08/1982 | Beaumont, Texas, Estados Unidos       | Beaumont Civic Center |
| 11/08/1982 | Corpus Christi, Texas, Estados Unidos | (Sin saber)           |
| 13/08/1982 | Houston, Texas, Estados Unidos        | The Summit            |
| 14/08/1982 | Dallas, Texas, Estados Unidos         | (Sin saber)           |
| 16/08/1982 | San Antonio, Texas, Estados Unidos    | Hemisphere Arena      |
| 17/08/1982 | Odessa, Texas, Estados Unidos         | Ector County Coliseum |
| 18/08/1982 | El Paso, Texas, Estados Unidos        | (Sin saber)           |

### The Beast on the Road Tour, Europa
| Fecha      | Ciudad                 | Lugar             |
| ---------- | ---------------------- | ----------------- |
| 25/08/1982 | Chippenham, Inglaterra | Gold Diggers Club |
| 26/08/1982 | Poole, Inglaterra      | Arts Centre       |
| 28/08/1982 | Reading, Inglaterra    | Reading Festival  |

### Scorpions - Blackout Tour, Estados Unidos
| Fecha      | Ciudad                                 | Lugar                   |
| ---------- | -------------------------------------- | ----------------------- |
| 01/09/1982 | Long Beach, California, Estados Unidos | Long Beach Arena        |
| 03/09/1982 | Sacramento, California, Estados Unidos | Memorial Auditorium     |
| 04/09/1982 | Oakland, California, Estados Unidos    | Oakland Coliseum        |
| 05/09/1982 | Reno, Nevada, Estados Unidos           | Centennial Coliseum     |
| 07/09/1982 | Boise, Idaho, Estados Unidos           | (Sin saber)             |
| 09/09/1982 | Seattle, Washington, Estados Unidos    | Seattle Center Coliseum |
| 11/09/1982 | Portland, Oregón, Estados Unidos       | Coliseum                |
| 12/09/1982 | Portland, Oregón, Estados Unidos       | Coliseum                |

### Judas Priest - Screaming for VengeanceTour
| Fecha      | Ciudad                                      | Lugar                 |
| ---------- | ------------------------------------------- | --------------------- |
| 14/09/1982 | San Luis, Misuri, Estados Unidos            | Kiel Auditorium       |
| 15/09/1982 | Kansas City, Misuri, Estados Unidos         | Municipal Auditorium  |
| 16/09/1982 | Lincoln, Nebraska, Estados Unidos           | Pershing Auditorium   |
| 17/09/1982 | Minneapolis, Minnesota, Estados Unidos      | Metro Center          |
| 19/09/1982 | Rockford, Illinois, Estados Unidos          | (Sin saber)           |
| 21/09/1982 | Chicago, Illinois, Estados Unidos           | Chicago Stadium       |
| 22/09/1982 | Richfield, Ohio, Estados Unidos             | Richfield Coliseum    |
| 23/09/1982 | Trotwood, Ohio, Estados Unidos              | Hara Arena            |
| 25/09/1982 | Detroit, Míchigan, Estados Unidos           | Cobo Hall             |
| 26/09/1982 | Kalamazoo, Míchigan, Estados Unidos         | Wings Stadium         |
| 28/09/1982 | Huntington, West Virginia, Estados Unidos   | Civic Center          |
| 29/09/1982 | Columbus, Ohio, Estados Unidos              | Ohio Center           |
| 01/10/1982 | Worcester, Massachusetts, Estados Unidos    | The Centrum           |
| 02/10/1982 | New York, New York, Estados Unidos          | Madison Square Garden |
| 03/10/1982 | Harrisburg, Pensilvania, Estados Unidos     | City Island           |
| 06/10/1982 | Portland, Maine, Estados Unidos             | Civic Center          |
| 07/10/1982 | Providence, Rhode Island, Estados Unidos    | Civic Center          |
| 08/10/1982 | Glens Falls, Nueva York, Estados Unidos     | Civic Center          |
| 09/10/1982 | New Haven, Connecticut, Estados Unidos      | New Haven Coliseum    |
| 11/10/1982 | Binghamton, Nueva York, Estados Unidos      | Broome County Arena   |
| 12/10/1982 | Filadelfia (Pensilvania), Estados Unidos    | The Spectrum          |
| 13/10/1982 | Pittsburgh, Pensilvania, Estados Unidos     | Civic Arena           |
| 15/10/1982 | Buffalo, New York, Estados Unidos           | Memorial Auditorium   |
| 16/10/1982 | Syracuse, Nueva York, Estados Unidos        | Onondaga War Memorial |
| 17/10/1982 | Landover, Maryland, Estados Unidos          | Capitol Center        |
| 19/10/1982 | Baltimore, Maryland, Estados Unidos         | Civic Center          |
| 20/10/1982 | Salisbury, Maryland, Estados Unidos         | Civic Center          |
| 21/10/1982 | Norfolk, Virginia, Estados Unidos           | (Sin saber)           |
| 22/10/1982 | East Rutherford, New Jersey, Estados Unidos | Brendan Byrne Arena   |
| 23/10/1982 | Rochester, Nueva York, Estados Unidos       | War Memorial          |

### The Beast on the Road Tour, Australia
| Fecha      | Ciudad               | Lugar              |
| ---------- | -------------------- | ------------------ |
| 07/11/1982 | Sídney, Australia    | (Sin saber)        |
| 08/11/1982 | Sídney, Australia    | (Sin saber)        |
| 09/11/1982 | Newcastle, Australia | (Sin saber)        |
| 12/11/1982 | Adelaida, Australia  | Adelaide Town Hall |
| 14/11/1982 | Melbourne, Australia | Palais Theatre     |
| 15/11/1982 | Melbourne, Australia | Palais Theatre     |
| 16/11/1982 | Brisbane, Australia  | (Sin saber)        |
| 19/11/1982 | Canberra, Australia  | (Sin saber)        |
| 20/11/1982 | Sídney, Australia    | (Sin saber)        |
| 21/11/1982 | Sídney, Australia    | (Sin saber)        |

### The Beast on the Road Tour, Japón
| Fecha      | Ciudad         | Lugar                 |
| ---------- | -------------- | --------------------- |
| 26/11/1982 | Tokio, Japón   | (Sin saber)           |
| 27/11/1982 | Tokio, Japón   | Nakano Sun Plaza Hall |
| 29/11/1982 | Osaka, Japón   | Festival Hall         |
| 30/11/1982 | Kioto, Japón   | (Sin saber)           |
| 01/12/1982 | Nagoya, Japón  | City Kokaido          |
| 02/12/1982 | Tokio, Japón   | Shibuya Public Hall   |
| 04/12/1982 | Tokio, Japón   | Shibuya Public Hall   |
| 07/12/1982 | Sapporo, Japón | (Sin saber)           |
| 08/12/1982 | Sapporo, Japón | (Sin saber)           |
| 10/12/1982 | Niigata, Japón | (Sin saber)           |

## Lista de canciones
1. Intro
2. Murders In The Rue Morgue
3. Wrathchild
4. Run To The Hills
5. Children Of The Damned
6. The Number Of The Beast
7. Another Life
8. Killers
9. 22, Acacia Avenue
10. Total Eclipse
11. Drum solo
12. Transylvania
13. Guitar solo
14. The Prisoner
15. Hallowed Be Thy Name
16. Phantom Of The Opera
17. Iron Maiden
18. Sanctuary
19. Drifter
20. Running Free
21. Prowler

Nota:
En el concierto de Tokio, con fecha 4/12/82, versionaron I've got the Fire (Original by Montrose, on album Paper Money) y Smoke on the Water (Original by Deep Purple, on album Machine Head).

## Integrantes
- Steve Harris - bajo.
- Bruce Dickinson - voz.
- Dave Murray - guitarra.
- Adrian Smith - guitarra.
- Clive Burr - batería.
- Eddie the Head - icono.